# Lidija Kodrič (alpska smučarka)
Lidija Kodrič, slovenska alpska smučarka in partizanka, * 30. avgust 1919, Ružomberok, Slovaška, † 23. januar 1944, Železniki.

## Življenjepis
Rojena je bila v delavski družini na Slovaškem, od tam so se priselili v Kranj, kjer je njen oče delal kot tekstilni mojster. Šolo je obiskovala v Kranju in se izučila za šiviljo. Kot mladinka je bila članica Sokola. Bila je članica smučarskega kluba Poljana, za katerega je tekmovala v alpskih disciplinah.
Leta 1941 se je po okupaciji povezala z OF. Maja 1943 je bila sprejeta v SKOJ, avgusta pa v KPJ. 17. avgusta 1943 je odšla v partizane, najprej na Jelovico v četo Gorenjskega odreda, oktobra istega leta pa v Prešernovo brigado, kjer je bil namestnica političnega komisarja čete.
Ubita je bila v jurišnem napadu na Železnike.